# Die Kitzinger
Die Kitzinger ist eine bayerische Lokalzeitung, die in der unterfränkischen Kreisstadt Kitzingen erscheint.
Gegründet wurde die Zeitung im Jahr 1830. Bis in die 1980er Jahre trug sie den Namen „Kitzinger Zeitung“ bevor sie in „Die Kitzinger“ umbenannt wurde. Die Zeitung war zunächst im Besitz wechselnder Familien und wurde nach dem Zweiten Weltkrieg über 30 Jahre von dem Verleger Harald Schunk geleitet. Er war zunächst Mitglied der Genossenschaft Bayerischer Heimatzeitungsverleger (BHZ), von der der Verlag den Mantelteil bezog. Schunk verließ die Genossenschaft aber in den 1980er Jahren und produzierte den Mantelteil für die Kitzinger Zeitung selbst. Zum 1. Juli 2001 verkaufte Schunk den Verlag an die WAZ-Mediengruppe. Zu diesem Zeitpunkt betrug die Auflage der Zeitung 6700 Exemplare. 2010 verkaufte die WAZ-Gruppe die Zeitung wieder, die nun in den Besitz der Mediengruppe Oberfranken in Bamberg überging. Zum 1. Januar 2025 verkaufte die Mediengruppe Oberfranken die Zeitung dann an die Würzburger Main-Post weiter.